# 1884年至1885年英格蘭足總盃
1884/85球季英格蘭足總盃（英語：FA Cup），是第14屆英格蘭足總盃，今屆賽事的冠軍是布力般流浪，他們在決賽以2:0擊敗昆士柏，奪得冠軍。本屆賽事繼續在橢圓體育場舉行。
布力般再次擊敗蘇格蘭球會昆士柏，成功蟬聯足總盃冠軍。

## 外部連結
1. 英格蘭足總盃官網Archive-It的存檔，存档日期2012-04-24
2. 英格蘭足總盃 歷屆冠軍（页面存档备份，存于）